# Anopheles courdurieri
Anopheles courdurieri este o specie de țânțari din genul Anopheles, descrisă de Alexis Grjebine în anul 1966.
Este endemică în Madagascar. Conform Catalogue of Life specia Anopheles courdurieri nu are subspecii cunoscute.